# Santiago Hezze
Santiago Hezze, né le 22 octobre 2001 à Buenos Aires en Argentine, est un footballeur argentin qui évolue au poste de milieu défensif à l'Olympiakós.

## Biographie

### En club
Né à Buenos Aires en Argentine, Santiago Hezze est formé au CA Huracán, où il est considéré comme l'un des joueurs les plus prometteurs du club. C'est Israel Damonte (en) qui lui donne sa chance en équipe première, lui faisant jouer son premier match le 15 février 2020, lors d'une rencontre de championnat face au CA Aldosivi. Il est titularisé et son équipe s'incline par deux buts à zéro.
Le 14 décembre 2020, Hezze inscrit son premier but en professionnel contre le CA Independiente. Auteur du but égalisateur de son équipe, il délivre ensuite une passe décisive sur le but de la victoire des siens (3-2 score final).
Hezze s'impose comme un joueur majeur de l'équipe première, ce qui attire les convoitises de différents clubs, mais le 13 novembre 2022 il décide de prolonger son contrat avec le CA Huracán. Il est alors lié au club jusqu'en décembre 2024.
Le 19 août 2023, Santiago Hezze rejoint la Grèce afin de s'engager en faveur de l'Olympiakós. Il signe un contrat de cinq ans, soit jusqu'en juin 2028.
Hezze marque son premier but pour l'Olympiakós le 2 mai 2024, à l'occasion d'une rencontre de Ligue Europa Conférence 2023-2024 face à Aston Villa. Il est titularisé et participe à la victoire de son équipe par quatre buts à deux.

### En sélection
En décembre 2020, Santiago Hezze est convoqué pour la première fois avec l'équipe d'Argentine des moins de 20 ans.

## Vie privée
Santiago Hezze est le neveu de Antonio Mohamed, ancien footballeur professionnel. Son père, Julio Hezze, a notamment été coordinateur sportif du club mexicain du CF Monterrey lorsque son oncle en était l'entraîneur.

## Palmarès
- Vainqueur de la Ligue Europa Conférence en 2024 avec l'Olympiakós.